# 佐伯村
佐伯村（さえきそん / さいきそん）は、岡山県赤磐郡にあった村。現在の和気郡和気町の一部にあたる。

## 地理
佐伯平野の東北端に位置していた。

## 歴史
- 1889年（明治22年）6月1日、町村制の施行により、磐梨郡佐伯上村、佐伯本村が発足[3]。
- 1900年（明治33年）4月1日、上記2村は郡の統合により赤磐郡に所属[3]。
- 1942年（昭和17年）4月1日、上記2村が合併して佐伯村を新設[1][2]。合併旧村の大字を継承した田賀、宇生、矢田部、加三方、小坂、父井原、佐伯、米沢、津瀬の9大字を編成[2]。
- 1955年（昭和30年）3月31日、和気郡塩田村、山田村と合併し、町制施行し和気郡佐伯町を新設して廃止された[1][2]。合併後、佐伯町大字田賀、宇生、矢田部、加三方、小坂、父井原、佐伯、米沢、津瀬となる[2]。

### 地名の由来
往古の佐伯荘による。

## 産業
- 農業、林業[2]

## 教育
- 佐伯国民学校は1947年（昭和22年）佐伯小学校に改称[2]。
- 1948年（昭和23年）佐伯中学校（大字宇生）、佐伯女子高等学院（大字米沢）にそれぞれ開校[2]。